# Галерија уметности несврстаних земаља „Јосип Броз Тито”
Галерија уметности несврстаних земаља „Јосип Броз Тито била је уметничка галерија у Титограду основана дикретно одлуком Покрета несврстаних. Основана је 1. септембра 1984. године и седиште јој је било у Подгоричком краљевски двору, а престала је да постоји 4. априла 1995. године.

## Опште информације
Галерија је основана 1. септембра 1984. године са циљем прикупљања, очувања и презентације уметности и културе несврстаних земаља и земаља у развоју. Документ о оснивању галерије представљен је на 8. самиту Покрета несврстаних у Харареу у Зимбабвеу где је замишљена као заједничка институција несврстаних земаља задужена за организацију манифестације, која се на крају никада није одржавала због југословенских ратова.
Током година свог постојања стекла је колекцију од око 800 уметничких дела из 56 несврстаних земаља и земаља у развоју. У колекцији се налазе: "дјела ликовне и примијењене умјетности; намјештај, музички инструменти и други предмети од посебног значаја; етнолошки, антрополошки, археолошки, геолошки и предмети везани за значајне догађаје и историјске личности; антиквитети..." Галерија је званично затворена 4. априла 1995. године када је Скупштина Црне Горе основала Центар за савремену уметност Црне Горе који је у потпуности наследио фундус Уметничке галерије „Јосип Броз Тито“.

## Историјат
Завршни документ 7. самита Покрета несврстаних у Њу Делхију и Прве конференције министара културе Покрета несврстаних у Пјонгјангу, Северна, оба 1983. године, позивали су земље чланице да сарађују са новим галеријама. На наредном састанку министара културе у Хавани, Куба је предложила да се галерија призна као заједничка институција. Уметничка галерија „Јосип Броз Тито“ основана је 1. септембра 1984. године.
Град Титоград је обезбедио репрезентативну Подгоричку краљевску палату уз реку Морачу за седиште галерије. Године 1986. галерија је препозната као заједничка институција држава чланица несврстаних на 8. самиту Покрета несврстаних у Харареу, Зимбабве, где је галерија организовала изложбу у оквиру самита. Ова изложба је накнадно представљена у Лусаки, Дар ес Саламу, Њу Делхију и Каиру. Исте године УНЕСКО је подржао организацију Првог симпозијума о уметности и развоју у галерији.
Галерија је служила као заједнички простор за дељење на једном месту маргинализоване културне продукције из земаља Трећег света и за супротстављање хегемонистичком евроцентризму у уметности и култури. За разлику од бројних музеја и галерија у некадашњим колонијалним метрополама, читав фундус галерије формиран је од поклона и донација несврстаних држава чланица. Бернард Матемера је створио своју скулптуру од белог мермера под називом „Породица“ током свог боравка у галерији 1987. године. Године 1988. Несврстана радиодифузна конференција у Лимасолу, одлучила је да организује годишње такмичење документарних филмова у галерији са 19 земаља које учествују 1988. и 20 земаља 1989. године. Међународни статус институције је званично признат на 9. самиту Покрета несврстаних у Београду, 1989. године.
Националне селекције донација за галерију вршена су или од стране министарстава иностраних послова или уз подршку стручних институција, при чему је значајан случај индијски одабир урађен уз подршку Националне галерије модерне уметности из Њу Делхија. Галерија је представила мумију Несмин из своје египатске колекције у галерији од 1986. до 1991. године када је на захтев Одељења за археологију Филозофског факултета Универзитета у Београду враћена у Народни музеј Србије у Београду.
Скупштина Црне Горе је 1995. године формирала нови Центар за савремену уметност Црне Горе спајањем галерије са Културним центром Републике Црне Горе. Рад галерије привукао је нову пажњу организацијом изложбе „Јужна сазвежђа” 2019. године у Љубљани, изложбе „Солидарност споре” 2020. у Квангџуу, 2021. изложбе „Јужна сазвежђа” у Ријеци и изложбе „Ботаничке баште” у Подгорици 2022. године.
У септембру 2024, Управа за заштиту културних добара Црне Горе донијела је Рјешење о додјели статуса покретног културног добра од националног значаја. Ову иницијативу су 2022, у својству грађанки, упутиле кустоскиње тадашњег Центра савремене умјетности (Марина Шарановић, Анита Ћулафић, Нађа Баковић и Наталија Вујошевић).